# Musée d'Art et d'Histoire Pissarro-Pontoise
Le musée Camille-Pissarro est un musée de Pontoise présentant des œuvres de ses collections, comprenant des peintres paysagistes, du pré-impressionnisme au post-impressionnisme, de 1860 à 1910. Il est hébergé dans un bâtiment du site de l'ancien château qui domine l'Oise, au sommet des remparts de l'époque de Philippe Auguste.

## Histoire
Le musée est créé à l’initiative de l’association Les amis de Camille Pissarro et inauguré en 1980, à l’occasion du 150e anniversaire de la naissance du peintre. Occupant à l’origine le seul premier étage d’une maison bourgeoise située à l’emplacement de l’ancien château royal, le musée s’étend depuis mars 2017 sur les deux premiers niveaux du bâtiment rénové .

## Les collections permanentes
Le musée conserve des œuvres de Camille Pissarro, de ses fils, Lucien, Georges et Ludovic-Rodo mais aussi d'autres peintres paysagistes tels que Charles-François Daubigny, Armand Guillaumin, Paul Signac, Louis Hayet, Ludovic Piette, Paul Cézanne, Gustave Caillebotte, Norbert Gœneutte ou Georges William Thornley.

## Expositions temporaires
- 2022 : Jean Francis Auburtin, un âge d’or.